# George Raft
George Raft (właśc. George Ranft; ur. 26 września 1901 w Nowym Jorku, zm. 24 listopada 1980 roku w Los Angeles) – amerykański aktor filmowy, teatralny i telewizyjny oraz tancerz i producent.

## Filmografia
- Queen of the Night Clubs (1929) – Gigola
- Poszukiwaczki złota z Broadwayu (1929) – tancerz (niewymieniony w czołówce)
- Ulica na poboczu (1929) – tancerz (niewymieniony w czołówce)
- Szybko zarobione miliony (1931) – Jimmy Kirk
- Goldie (1931) – kieszonkowiec
- Hush Money (1931) – Maxie
- Palmy Days (1931) – stronnik Yolanda
- Człowiek z blizną (1932) – Guino Rinaldo
- Love Is a Racket (1932) – Sneaky (scenes deleted)
- Madame Racketeer (1932) – Jack Houston
- Night World (1932) – Ed Powell
- Taxi! (1932) – William Kenny (niewymieniony w czołówce)
- Winner Take All (1932) – lider zespołu u Guinana (niewymieniony w czołówce)
- Night After Night (1932) – Joe Anton
- Under-Cover Man (1932) – Nick Darrow
- Gdybym miał milion (1932) – Eddie Jackson
- Pick-Up (1933) – Harry Glynn
- Przedmieście (1933) – Steve Brodie
- The Midnight Club (1933) – Nick Mason
- The Trumpet Blow  (1934) – Manuel Lopez / Pancho Lopez
- Otchłań życia (1934) – Honey Rogers
- Bolero (1934) – Raoul De Baere
- Limehouse Blues (1934) – Harry Young
- Every Night at Eight (1935) – Tops Cardona
- The Glass Key (1935) – Ed Beaumont
- She Couldn't Take It (1935) – Ricardi
- Stolen Harmony (1935) – Ray Angelo alias Ray Ferraro
- Rumba (1935) – Joe Martin
- Yours for the Asking (1936) – Johnny Lamb
- It Had to Happen (1936) – Enrico Scaffa
- Dusze na morzu (1937) – Powdah
- Ten, którego ukochałam (1938) – Joe Dennis
- Zew Północy (1938) – Tyler Dawson
- I Stole a Million (1939) – Joe Lourik alias Joe Harris
- The Lady's from Kentucky (1939) – Marty Black
- Each Dawn I Die (1939) – “Hood” Stacey
- The House Across the Bay (1940) – Steve Larwitt
- Nocna wyprawa (1940) – Joe Fabrini
- Niewidzialne linie (1940) – Cliff Taylor
- Wysokie napięcie (1941) – Johnny Marshall
- Broadway (1942) – George Raft
- Background to Danger (1943) – Joe Barton
- Stage Door Canteen (1943)
- Za wami, chłopcy (1944) – Tony West
- Nob Hill (1945) – Tony Angelo
- Johnny Angel (1945) – Johnny Angel
- Whistle Stop (1946) – Kenny
- Nocturne (1946) – Joe Warner
- Mr. Ace (1946) – Eddie Ace
- Christmas Eve (1947) – Mario Volpi
- Red Light (1949) with – Johnny Torno
- A Dangerous Profession (1949) – Vince Kane
- Rogue Cop (1954) – Dan Beaumonte
- Black Widow (1954) – detektyw Por. C.A.Bruce
- W 80 dni dookoła świata (1956) – gość w knajpie
- Pół żartem, pół serio (1959) – Spats Columbo
- Ocean's Eleven – Jack Strager
- Kochaś (1961) – on sam
- Oferma (1964) – on sam
- The Upper Hand (1966)
- Casino Royale (1967) – on sam
- Skidoo (1968) – kapitan Garbaldo
- Madigan's Millions (1968)
- Sekstet (1978) – on sam